# Нугуманов, Бахтияр Казбекович
Бахтияр Казбекович Нугуманов (каз. Бақтияр Қазыбекұлы Нұғыманов; род. 6 июня 1990, Щучинск) — казахстанский шахматист, мастер ФИДЕ с 2012, международный мастер с 2019 года.
Бронзовый призер чемпионата РК среди мужчин в категории «Блиц» (2013). Чемпион г. Астаны среди мужчин (2013). Чемпион Акмолинской области среди мужчин (2011). Победитель турнира Астана-опен 2014. Участник финала чемпионата РК по классическим шахматам (2017).
Подготовил чемпиона РК среди юношей Алимбетова Диаса (2014, 2016).

## Изменения рейтинга
| Графики недоступны из-за технических проблем. См. информацию на Фабрикаторе и на mediawiki.org. |